# Campeonato Mundial de Atletismo em Pista Coberta de 2022 - 800 m masculino
A prova dos 800 metros masculino do Campeonato Mundial de Atletismo em Pista Coberta de 2022 ocorreu entre os dias  18 e 19 de março na Belgrade Arena, em Belgrado, na Sérvia.

## Recordes
Antes desta competição, os recordes mundiais e do campeonato nesta prova eram os seguintes:
|                       | Nome            | Nacionalidade | Tempo     | Local | Data               |
| --------------------- | --------------- | ------------- | --------- | ----- | ------------------ |
| Recorde mundial       | Wilson Kipketer | Dinamarca     | 1m 42s 67 | Paris | 9 de março de 1997 |
| Recorde do campeonato | Wilson Kipketer | Dinamarca     | 1m 42s 67 | Paris | 9 de março de 1997 |

## Medalhistas
| Ouro                 | Prata            | Bronze             |
| Mariano García (ESP) | Noah Kibet (KEN) | Bryce Hoppel (USA) |

## Cronograma
Todos os horários são locais (UTC+1).
| Data        | Hora  | Evento  |
| ----------- | ----- | ------- |
| 18 de março | 12:50 | Bateria |
| 19 de março | 19:10 | Final   |

## Resultados

### Bateria
Qualificação: 2 atletas de cada bateria (Q).
| Posição | Bateria | Atleta            | Nacionalidade  | Tempo   | Notas                |
| ------- | ------- | ----------------- | -------------- | ------- | -------------------- |
| 1       | 4       | Isaiah Harris     | Estados Unidos | 1:47.00 | Q                    |
| 2       | 4       | Álvaro de Arriba  | Espanha        | 1:47.97 | Q                    |
| 3       | 4       | Samuel Chapple    | Países Baixos  | 1:48.09 |                      |
| 4       | 2       | Marco Arop        | Canadá         | 1:48.13 | Q                    |
| 5       | 4       | Collins Kipruto   | Quênia         | 1:48.18 |                      |
| 6       | 2       | Andreas Kramer    | Suécia         | 1:48.25 | Q                    |
| 7       | 1       | Noah Kibet        | Quênia         | 1:48.31 | Q                    |
| 8       | 3       | Mariano García    | Espanha        | 1:48.32 | Q                    |
| 9       | 3       | Eliott Crestan    | Bélgica        | 1:48.53 | Q                    |
| 10      | 2       | Mostafa Smaili    | Marrocos       | 1:48.57 |                      |
| 11      | 4       | Marc Reuther      | Alemanha       | 1:48.63 |                      |
| 12      | 1       | Bryce Hoppel      | Estados Unidos | 1:48.77 | Q                    |
| 13      | 4       | Charlie Hunter    | Austrália      | 1:49.07 |                      |
| 14      | 1       | Guy Learmonth     | Reino Unido    | 1:49.13 |                      |
| 15      | 3       | Djamel Sejati     | Argélia        | 1:49.22 |                      |
| 16      | 1       | Filip Šnejdr      | Chéquia        | 1:49.29 |                      |
| 17      | 2       | Balázs Vindics    | Hungria        | 1:49.52 |                      |
| 18      | 1       | Aurèle Vandeputte | Bélgica        | 1:49.59 |                      |
| 19      | 3       | Tony van Diepen   | Países Baixos  | 1:49.80 |                      |
| 20      | 3       | Alex Amankwah     | Gana           | 1:49.96 |                      |
| 21      | 3       | Charlie Grice     | Reino Unido    | 1:50.17 | Recorde da temporada |
| 22      | 2       | Mark English      | Irlanda        | 1:51.35 |                      |
| 23      | 1       | Quamel Prince     | Guiana         | 1:55.85 |                      |
| 24      | 2       | Elliot Giles      | Reino Unido    | DNS     | DNS                  |

### Final
A final ocorreu dia 19 de março às 19:10.
| Posição           | Atleta           | Nacionalidade  | Tempo   | Notas |
| ----------------- | ---------------- | -------------- | ------- | ----- |
| Medalha de ouro   | Mariano García   | Espanha        | 1:46.20 |       |
| Medalha de prata  | Noah Kibet       | Quênia         | 1:46.35 |       |
| Medalha de bronze | Bryce Hoppel     | Estados Unidos | 1:46.51 |       |
| 4                 | Álvaro de Arriba | Espanha        | 1:46.58 |       |
| 5                 | Andreas Kramer   | Suécia         | 1:46.76 |       |
| 6                 | Eliott Crestan   | Bélgica        | 1:46.78 |       |
| 7                 | Isaiah Harris    | Estados Unidos | 1:47.00 |       |
| 8                 | Marco Arop       | Canadá         | 1:47.58 |       |

Legenda
| Recorde mundial       | Recorde mundial (World record)               |                       | Recorde africano                      | Recorde africano (African) |                                           | Q | Classificado por posição (Qualified) |
| Recorde do campeonato | Recorde do campeonato (Championship record)  | Recorde da América    | Recorde da América (Americas)         | q                          | Classificado por melhor tempo (Qualified) |   |                                      |
| Melhor marca do ano   | Melhor marca do ano (World leading)          | Recorde asiático      | Recorde asiático (Asian)              | DNS                        | Não largou (Did not start)                |   |                                      |
| Recorde nacional      | Recorde nacional (National record)           | Recorde europeu       | Recorde europeu (European)            | DNF                        | Não terminou (Did not finish)             |   |                                      |
| Recorde pessoal       | Recorde pessoal do atleta (Personal best)    | Recorde da Oceania    | Recorde da Oceania (Oceania)          | DSQ / DQ                   | Desclassificado (Disqualified)            |   |                                      |
| Recorde da temporada  | Recorde da temporada do atleta (Season best) | Recorde sul-americano | Recorde sul-americano (South America) | NM                         | Sem marca (No mark)                       |   |                                      |